# Pantana albiceps
Pantana albiceps är en fjärilsart som beskrevs av Matsumura. Pantana albiceps ingår i släktet Pantana och familjen tofsspinnare. Inga underarter finns listade i Catalogue of Life.